# National Newark Building
Le National Newark Building est un gratte-ciel de 142 mètres de hauteur construit à Newark dans l'État du New Jersey dans la banlieue de New York, aux États-Unis de 1930 à 1931. Il abrite des bureaux sur une surface de plancher de 58 532 m2 desservis par 16 ascenseurs.
C'est toujours en 2024 le plus haut immeuble de Newark, l'une des rares villes des États-Unis dont le plus haut immeuble date d'avant la Seconde Guerre mondiale.
Ce fut le plus haut immeuble du New Jersey jusqu'en 1989.
L'immeuble a été conçu dans un style néo-classique par l'agence John H. & Wilson C. Ely
Le sommet du bâtiment a été modelé d'après le Mausolée d'Halicarnasse l'une des 7 merveilles du monde et est recouvert de cuivre.
Les façades sont recouvertes essentiellement de briques et de calcaire.
L'immeuble a été rénové pour un coût de 68 millions de $ en 2002.